# 石守信
石守信（928年—984年7月11日）北宋初开国大将。石守信以“贪婪无厌”著称，史載：累任節度使，專務聚斂，積財鉅萬。尤信奉釋教，在洛邑建崇德寺，募民工整瓦修木，驅迫甚急，而時常不給工錢，人多苦之。

## 生平
开封浚仪（今河南开封市）人。后周时官至义成军节度使，与赵匡胤结义為兄弟。
赵匡胤建宋後，参加平定潞州、扬州等战役；建隆二年（961年）任侍卫亲军马步都指挥使。
乾德元年（963年）春，趙匡胤在退朝後留下石守信、高懷德、王審琦、張令鐸、趙彥徽、羅彥瓌諸高級將領飲酒。酒至半酣，宋太祖對部下們說
「我若沒有諸位，也當不了皇帝。雖然我身為天子，還不如做節度使快樂。當了皇帝之後，我從來沒有好好睡過。」此話令石守信等人大驚失色：「陛下為甚麼這麼說，現在天命已確定，誰敢再有異心？」太祖曰：「誰不想要富貴？有一天，你部下一樣對你黃袍加身，擁戴你當皇帝。縱使你不想造反，還由得著你們嗎？」
守信等將領跪下磕頭，哭著說：「臣等愚昧，不能瞭解此事該怎麼處理，還請陛下可憐我們，指示一條生路。」 宋太祖藉機表達了自己讓他們放棄兵權的想法，建議「人生苦短，猶如白駒過隙，不如多累積一些金錢，買一些房地產，傳給後代子孫，家中多置歌妓舞伶，日夜飲酒相歡以終天年，君臣之間沒有猜疑，上下相安，這樣不是很好嗎？」大臣們答謝說：「陛下能想到我們這事，對我們有起死回生的恩惠啊！」第二天，各位大臣就稱病，請求辭職，宋太祖一一敕准，並且給予他們優厚的俸祿。石守信改授天平軍節度使出镇郓州（今山东东平），赏赐甚厚。這即是史謂「杯酒釋兵權」。
開寶五年（972年），守信次子石保吉娶宋太祖第二女延慶公主。太平兴国四年（979年），随宋太宗征辽，进封卫国公。太平兴国七年（982年），徙镇陈州（镇安节度使），复守中书令。太平兴国九年六月初十日（984年7月11日），卒，年五十七，赠尚书令，追封威武郡王，谥武烈。
除当了驸马的石保吉外，石守信还有长子石保兴和早亡的幼子石保从。

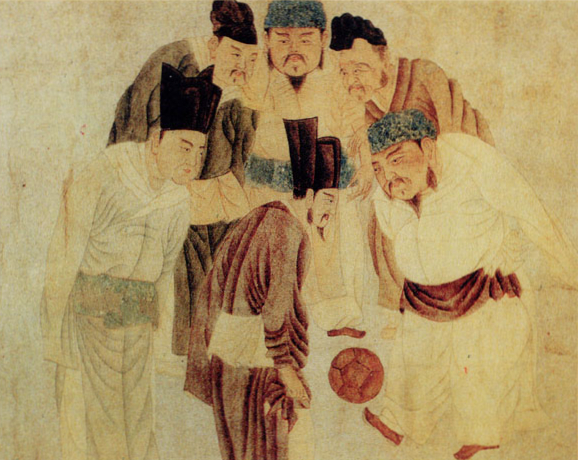
元代钱选所绘《宋太祖蹴鞠图》

## 宋太祖蹴鞠图
现存上海博物馆有元代画家钱选摹仿北宋宫廷画家苏汉臣的一幅《宋太祖蹴鞠图》，图中画的是宋太祖赵匡胤、宋太宗赵匡义，与大臣赵普、郑恩、楚昭辅、石守信六人踢球。有宋一代，不少皇帝和大臣都是以善蹴鞠而闻名。

## 現代考證
中華人民共和國學者鄧小南認為石守信可能有粟特人血統，為沙陀族。

## 註解
1. ↑  太祖忽屏左右，謂曰：「我非爾曹不及此。然吾為天子，殊不若為節度使之樂。吾終夕未嘗安枕而臥。」守信等皆問何故。太祖曰：「是不難知矣。居此位者，誰不欲為之。」守信等頓首曰：「今天命已定，誰復敢有異心，陛下何為出此言耶？」太祖曰：「人孰不欲富貴，一旦有以黃袍加汝之身，雖欲不為，其可得乎？」
2. ↑  守信等皆頓首涕泣曰：「臣等愚不及此，惟陞下哀矜，指示可生之途。」太祖曰：「人生駒過隙爾，不如多積金，市田宅，以遺子孫，歌兒舞女，以終天年，君臣之間，無所猜嫌，不亦善乎？」守信等謝曰：「陛下念及此，所謂生死而肉骨也。」明日，遂皆稱疾請罷。太祖許之，慰撫賜齎甚厚。